# Alexander Popovich
Alexander „Xandl“ Popovich (* 18. Juli 1891 in Wien; † 7. September 1952 ebenda), genannt Poperl, war ein österreichischer Fußballspieler und -trainer. Der Verteidiger erreichte als erster Fußballer seines Landes die Zahl von 30 Länderspielen.

## Karriere
Xandl Popovich war zwar klein von Statur, aber kräftig gebaut und scheute nicht, seine Muskeln durch seine oft karikierten kurzen Hosen zur Schau zu stellen. Er pflegte als Verteidiger einen britischen Stil und konnte vor allem von seiner Schnelligkeit und seinem Stellungsspiel profitieren. Seine Karriere begann Xandl Popovich als Jugendspieler beim Wiener AC, wo er bald in die Reservemannschaft aufrückte. Als ein ihm zugesagter Einsatz in der Kampfmannschaft nicht zustande kam, verließ er den Verein und wechselte zur Viktoria, wo er ein Jahr lang tätig war, ehe er sich dem Vienna Cricket and Football-Club anschloss. Zu dieser Zeit wurde er noch als Flügelstürmer eingesetzt, bei den Cricketern erkannte man aber bald sein Talent als Verteidiger. 1910 wurde er zu einem der Gründungsmitglieder des Wiener Amateur-SVs und war bald Stammspieler des neuen Klubs. Mit den Veilchen spielte bis 1922 ununterbrochen in der Ersten Klasse, lange Zeit ohne eine bedeutende Position einnehmen zu können. 1920 pendelte er zwischen Wien und Prag und war gleichzeitig für die Amateure und den DFC Prag tätig.
Obwohl er nur bei einem kleineren Klub spielte, wurde Xandl Popovich zu einer der langjährigen Stützen der österreichischen Nationalmannschaft. Von seinem Debüt am 10. September 1911 beim 2:1-Sieg über Deutschland an absolvierte er die damals hohe Zahl von 33 Länderspielen bis 1923, insbesondere in der Zeit von 1915 bis 1921. Besonders oft spielte Xandl Popovich mit dem Rapidler Vinzenz Dittrich, aber auch mit dem späteren Wunderteamspieler Pepi Blum zusammen.
Zum Ende seiner Spielerkarriere stellten sich für Xandl Popovich auch die großen Erfolge auf Vereinsebene ein. Nach dem verlorenen Cupfinale 1920 konnte sich Popovich mit den Amateuren die Trophäe 1921 sichern, 1922 unterlag seine Mannschaft allerdings erneut im Endspiel. Auch in der Meisterschaft blieb zunächst 1920 und 1921 nur der zweite Platz. Nachdem Xandl Popovich für die Saison 1922/23 zum Bezirksrivalen Rapid ging, klappte es dort mit der Meisterschaft, den krönenden Abschluss setzte es allerdings 1923/24 mit dem Double bei den Amateuren. Seine Karriere beendete der Verteidiger beim WAC, von dort ging er nach Berlin zum Hertha BSC, wo er als Trainer 1927 deutscher Vizemeister wurde, sowie danach zum SC Minerva 1893. Von 1941 bis 1943 betreute er Lazio Rom, in der Saison 1945/46 den FC Bologna und später die AC Pro Sesto.
In den 1910er und 1920er Jahren war er parallel zum Fußballsport auch als Eishockeytorwart aktiv, vor allem beim Wiener Eislauf-Verein, mit dem er zahlreiche Meisterschaften gewann. 1924 verstritt er sich mit dem Präsidenten des damaligen Eishockeyverbandes, der auch Vereinspräsident beim WEV war, und wechselte als Gastspieler zur Eishockeymannschaft von Sparta Prag.
Alexander Popovich, der sich nach dem Krieg 1948 wieder in seiner Geburtsstadt niederließ, verstarb am 7. September 1952 in einem Wiener Spital an einem Herzinfarkt. Er wurde auf dem Zentralfriedhof (Tor 2) in Anwesenheit zahlreicher prominenter Vertreter des österreichischen Fußballsports beigesetzt. Der ÖFB-Präsident Dr. Josef Gerö hielt eine bewegende Grabrede.

## Stationen

### Als Spieler
- Wiener AC
- AC Viktoria Wien
- bis 1910: Vienna Cricket and Football-Club
- 1910 bis 1922: Wiener Amateur SV
- 1920 bis 1922: DFC Prag
- 1922 bis 1923: SK Rapid Wien
- 1923 bis 1924: Wiener Amateur SV
- 1924 bis 1925: Wiener AC

### Als Trainer
- Hertha BSC
- Minerva 93 Berlin
- 1941 bis 1943: Lazio Rom
- 1945 bis 1946: FC Bologna
- AC Pro Sesto

## Erfolge
- 2 × Österreichischer Meister: 1922/23, 1923/24
- 2 × Österreichischer Vizemeister: 1919/20, 1920/21
- 2 × Österreichischer Cupsieger: 1920/21, 1923/24
- 2 × Österreichischer Cupfinalist: 1919/20, 1921/22

- 33 Länderspiele und 1 Tor für die österreichische Fußballnationalmannschaft von 1911 bis 1923